# Marino Klinger
Marino Klinger (7 febbraio 1936 – 19 maggio 1975) è stato un calciatore colombiano, di ruolo attaccante.

## Carriera
Prese parte con la Nazionale colombiana ai Mondiali del 1962.